# Xonacatlán
Xonacatlán é um município do estado de México, no México.